# Canals (Bajo Pallars)
Canals era un pueblo, actualmente despoblado y en ruinas, del municipio de Bajo Pallars, en la comarca leridana del Pallars Sobirá. Hasta 1969 perteneció al antiguo término de Peramea.
Está situado en el sector SO del municipio, en la vertiente oriental de la Sierra de Peracalç, al E de este pueblo y al O de Pujol,
La iglesia del pueblo, Santa Eulalia, era románica. Dependía de la parroquia de Pujol, aunque en 1904 fue segregada de esta y agregada a la de Peracalç. Actualmente, como el resto del pueblo, se encuentra en total estado de abandono y ruina.

## Historia
El lugar de Canals aparece documentado por primera vez en 1083, cuando el conde Artal I vendió al monasterio de Gerri la villa de Canals con su censo, su parroquia y sus diezmos. En la bula del papa Alejandro III de 1164 se le confirma dicha posesión. Esta vinculación con el monasterio perdurará, a pesar de los diferentes conflictos entre distintos abades y condes, hasta la extinción del dominio del monasterio.

## Canals en el Madoz
Canals aparece citado en el Diccionario geográfico-estadístico-histórico de España y sus posesiones de Ultramar, obra de Pascual Madoz. Por su gran interés documental e histórico, se transcribe a continuación dicho artículo sin abreviaturas y respetando la grafía original y los posibles errores.

CANALS: aldea que forma ayuntamiento con el lugar de Pujol en la provincia de Lérida (25 horas), partido judicial de Sort (5), audiencia territorial y capitania general de Barcelona (46), diócesis de Urgel y abadiato de Gerri. Se halla situado al pie de una árida montaña rodeada por la parte de oeste de una grande peña. Le combaten los vientos norte y este; su CLIMA frio produce apoplegias y catarros. Tiene 4 CASAS y una plazuela con iglesia (Santa Catalina) aneja de Pujol (Véase), el cementerio se halla en un pequeño llano muy próximo á la poblacion. El TÉRMINO se estiende de norte a sur ½ legua y de este a oeste una; confinando norte Pujol (½); este rio Noguera igual distancia;, sur Peracals (1), y oeste Moncortés á la misma que el anterior. Se encuentran en él varias fuentes de aguas muy fuertes y por debajo la misma aldea pasa el arroyo llamado Morreras que es de fuertes avenidas. El TERRENO es montuoso y generalmente árido, encontrándose en él un pequeño monte poblado de encinas, robles, boj, romeros y otras matas bajas. Hay también algunos prados donde se crían buenas yerbas y sus CAMINOS malos dirigen á Moncortes, Pujol y Pobla de Segur, hallándose en uno de ellos la venta de Morreras. El CORREO lo reciben de la estafeta de Gerri. PRODUCE: un poco de trigo y mucha, bellota, ganado vacuno y cabrio, caza de muchas perdices y conejos. POBLACION, RIQUEZA y CONTRIBUCION con el ayuntamiento de Pujol. (Véase)